# Младеновац
Младеновац је градско насеље у градској општини Младеновац у граду Београду. Према попису из 2022. има 22.346 становника (према попису из 2011. било је 23.609 становника). Градска насеља Младеновца су Центар, 25. мај, Дедиње, Драпшин, Селтерс бања, и Баташево.

## Историја
Варошица лежи у долини Великог Луга, на главној прузи Београд-Лапово-Ниш и на друму Београд-Топола-Крагујевац. На месту на коме је варошица, до 1882. године није било ни једне куће, већ само неколико колиба села Младеновца. Те је године, на друму, подигнута кафана звана „Космај“. Кад је прорадила пруга Београд-Ниш почели су се појединци насељавати и себи подизати станове, затим дућане, кафане и радионице итд. Међу првим досељеницима, који су дошли у Младеновац били су; Стојан Ђорђевић из Велике Крсне, Цветко Ђорђевић из Међулужја, Наум Анастасијевић из Тетова и Никола Ђорђевић из Ковачице. Као и већина млађих варошица и Младеновац је насељен махом становништвом из суседних села и из села суседних области. Највећи део дошао из села среза космајског. (подаци крајем 1921. године).
Дан Општине је 2. август, дан када је Младеновац Указом Краља 1893. проглашен за варошицу.

## Географија
Младеновац има повољан географски положај јер се налази на главним саобраћајним правцима Србије. Кроз њега пролази моравско-вардарско-нишавска железничка пруга, Београд-Ниш-Софија, што омогућава изванредне железничке комуникације. Територијом општине пролази и ауто-пут Београд-Ниш, од којег се у Малом Пожаревцу одваја магистрални пут за Младеновац, тако да град има кратку везу са овом најважнијом српском саобраћајницом. У Младеновцу се од магистралног пута за Крагујевац одвајају регионални путеви за Смедерево и Смедеревску Паланку, тако да је општина одлично повезана са околним градовима. Младеновац има одличну саобраћајну везу и са Београдом, и то ауто-путем (54 km), и преко Раље и Авале (56 km). Путну мрежу чини 118 km регионалних, 28 km магистралних и 162 km локалних путева.
Кроз Младеновац пролази и магистрални гасовод и у значајној мери је спроведена гасификација индустрије и стамбених објеката, док је топловод прошао кроз готово цело градско насеље.

### Клима
Подручје Младеновца има карактеристике умерено-континенталне климе, са просечном годишњом температуром од 10,7 °C и са просеком падавина од 649 mm.

## Култура
И поред тога што је у близини Београда као великог културног средишта, Младеновац има и своје аутентичне културне манифестације и установе културе.
Библиотека „Деспот Стефан Лазаревић” садржи преко 60.000 књига. Основана је 1968. године и садржи два одељења: одељење одраслих и дечје одељење. Од 1987. године у библиотеци се одржава књижевни фестивал Шумадијске метафоре. У оквиру библиотеке, почетком 2005. почела је са радом Драмска радионица са тенденцијом да временом прерасте у позориште.
Центар за културу и туризам је културна установа у центру Младеновца са савременом биоскопском салом од 332 места, великом позорницом и галеријом у којој се одржавају концерти, позоришне представе, пројекције филмова, изложбе слика, радионице и друго. Основан је 1953. године. Организатор је многобројних културних дешавања међу којима се издвајају Ликовна колонија, позоришни фестивал Театар у једном дејству и филмски фестивал Валтер фест.
У Музеју Младеновца се могу наћи разне сталне и повремене поставке и археолошка, етнографска, историјска и уметничка збирка у којој се чува културно-историјско богатство Младеновца. Музеј је након десет година, када је био у критичном стању и ван функције, реконструисан и свечано отворен на дан општине, 2. августа 2018.
У Младеновцу се одржава и манифестација „Ваздухом хлађена страст” која представља изложбу аутомобила са ваздушним хлађењем мотора.
У Младеновцу се налазе Црква Успења Пресвете Богородице у Младеновцу, Споменик палим ратницима 1912—1918 и Железничка станица Младеновац, као и Запис Стеванчевића храст и Запис платан код цркве. Дана 29. децембра 2019. откривен је споменик деспоту Стефану Лазаревићу у младеновачком парку.

### Образовање
На територији Младеновца налази се три основне школе ОШ „Коста Ђукић”, ОШ „Свети Сава” и ОШ „Момчило Живојиновић”.
Гимназија Младеновац је основана 1950. као виша гимназија. Од 1960. ученици гимназије су свршени ученици осмогодишње школе уместо раније ниже гимназије, што је трајало до укидања гимназије 1980. због увођења такозваног усмереног образовања. Школске 1966/67. гимназија добија своју нову зграду. Од школске 1990/91. Младеновац је поново добио гимназију. Постоје четири смера: природно-математички, друштвено-језички, општи и смер за ученике са посебним способностима за рачунарство и информатику.
Техничка школа у Младеновцу постоји од 1907. и највећи је регионални центар средњошколског образовања ученика у области техничко-занатских занимања. Има преко 50 верификованих образовних профила у три образовна смера: електротехника, машинство и текстил. Поседује 6 модерних радионица машинске струке, 3 радионице за занимања електротехничке струке и 2 текстилне радионице.
Такође, у Младеновцу се налазе и Школа за основно образовање одраслих „Младеновац” и Основна музичка школа „Стеван Христић” у којој се одржава турнир музичких школа Меморијал Аца Панић.

### Спорт
Међу најпопуларнијим спортовима у Младеновцу су фудбал, одбојка и карате и спортисти из тих спортова бележе и најзапаженије резултате. Постоје и многи други актуелни спортови у Младеновцу који су сви заједно координирани од стране Спортског савеза Младеновца који организује разне акције за децу и одрасле као што су Дани изазова, Улична трка, Базар спорта и други.
Поред бројних спортских терена на отвореном, ту је и спортско-рекреативни центар „Љубомир Ивановић Геџа” за организовање такмичења.

## Демографија
У насељу Младеновац (варош) живи 17758 пунолетних становника, а просечна старост становништва износи 39,4 година (37,9 код мушкараца и 40,8 код жена). У насељу има 7434 домаћинства, а просечан број чланова по домаћинству је 2,94.
Ово насеље је великим делом насељено Србима (према попису из 2002. године).
|             | \| Демографија[7] \| Демографија[7] \| Демографија[7] \| \| Година \| Становника \| Становника \| \| -------------- \| -------------- \| -------------- \| \| 1948. \| 4.833 \| \| \| 1953. \| 6.231 \| \| \| 1961. \| 10.943 \| \| \| 1971. \| 15.858 \| \| \| 1981. \| 21.016 \| \| \| 1991. \| 23.299 \| 22.576 \| \| 2002. \| 22.114 \| 23.191 \| \| 2011. \| 23.609 \| \| \| 2022. \| 22.346 \| \| |            |
| Демографија | |            |
| Година      | Становника | Становника |
| 1948.       | 4.833 |            |
| 1953.       | 6.231 |            |
| 1961.       | 10.943 |            |
| 1971.       | 15.858 |            |
| 1981.       | 21.016 |            |
| 1991.       | 23.299 | 22.576     |
| 2002.       | 22.114 | 23.191     |
| 2011.       | 23.609 |            |
| 2022.       | 22.346 |            |

| Етнички састав према попису из 2002.‍ | Етнички састав према попису из 2002.‍ | Етнички састав према попису из 2002.‍ | Етнички састав према попису из 2002.‍ | Етнички састав према попису из 2002.‍ |
| ------------------------------------ | ------------------------------------ | ------------------------------------ | ------------------------------------ | ------------------------------------ |
|                                      |                                      |                                      |                                      |                                      |
| Срби                                 | Срби                                 |                                      | 20.746                               | 93,81%                               |
| Роми                                 | Роми                                 |                                      | 558                                  | 2,52%                                |
| Црногорци                            | Црногорци                            |                                      | 103                                  | 0,46%                                |
| Југословени                          | Југословени                          |                                      | 86                                   | 0,38%                                |
| Македонци                            | Македонци                            |                                      | 63                                   | 0,28%                                |
| Хрвати                               | Хрвати                               |                                      | 54                                   | 0,24%                                |
| Бугари                               | Бугари                               |                                      | 16                                   | 0,07%                                |
| Горанци                              | Горанци                              |                                      | 14                                   | 0,06%                                |
| Мађари                               | Мађари                               |                                      | 13                                   | 0,05%                                |
| Албанци                              | Албанци                              |                                      | 12                                   | 0,05%                                |
| Муслимани                            | Муслимани                            |                                      | 8                                    | 0,03%                                |
| Словенци                             | Словенци                             |                                      | 7                                    | 0,03%                                |
| Румуни                               | Румуни                               |                                      | 7                                    | 0,03%                                |
| Руси                                 | Руси                                 |                                      | 6                                    | 0,02%                                |
| Украјинци                            | Украјинци                            |                                      | 5                                    | 0,02%                                |
| Словаци                              | Словаци                              |                                      | 3                                    | 0,01%                                |
| Бошњаци                              | Бошњаци                              |                                      | 2                                    | 0,00%                                |
| Русини                               | Русини                               |                                      | 1                                    | 0,00%                                |
| Буњевци                              | Буњевци                              |                                      | 1                                    | 0,00%                                |
| непознато                            | непознато                            |                                      | 207                                  | 0,93%                                |

| \| \| м \| \| \| ж \| \| ? \| 93 \| \| \| 86 \| \| 80+ \| 90 \| \| \| 225 \| \| 75—79 \| 196 \| \| \| 394 \| \| 70—74 \| 401 \| \| \| 615 \| \| 65—69 \| 587 \| \| \| 715 \| \| 60—64 \| 528 \| \| \| 687 \| \| 55—59 \| 537 \| \| \| 603 \| \| 50—54 \| 882 \| \| \| 1.032 \| \| 45—49 \| 862 \| \| \| 1.032 \| \| 40—44 \| 769 \| \| \| 863 \| \| 35—39 \| 664 \| \| \| 711 \| \| 30—34 \| 674 \| \| \| 699 \| \| 25—29 \| 751 \| \| \| 836 \| \| 20—24 \| 811 \| \| \| 787 \| \| 15—19 \| 764 \| \| \| 761 \| \| 10—14 \| 715 \| \| \| 663 \| \| 5—9 \| 569 \| \| \| 555 \| \| 0—4 \| 455 \| \| \| 502 \| \| Просек : \| 37,9 \| \| \| 40,8 \| |      |  |  |       |
| |      |  |  |       |
| | м    |  |  | ж     |
| ? | 93   |  |  | 86    |
| 80+ | 90   |  |  | 225   |
| 75—79 | 196  |  |  | 394   |
| 70—74 | 401  |  |  | 615   |
| 65—69 | 587  |  |  | 715   |
| 60—64 | 528  |  |  | 687   |
| 55—59 | 537  |  |  | 603   |
| 50—54 | 882  |  |  | 1.032 |
| 45—49 | 862  |  |  | 1.032 |
| 40—44 | 769  |  |  | 863   |
| 35—39 | 664  |  |  | 711   |
| 30—34 | 674  |  |  | 699   |
| 25—29 | 751  |  |  | 836   |
| 20—24 | 811  |  |  | 787   |
| 15—19 | 764  |  |  | 761   |
| 10—14 | 715  |  |  | 663   |
| 5—9 | 569  |  |  | 555   |
| 0—4 | 455  |  |  | 502   |
| Просек : | 37,9 |  |  | 40,8  |

| Година пописа     | 1948. | 1953. | 1961. | 1971. | 1981. | 1991. | 2002. |
| ----------------- | ----- | ----- | ----- | ----- | ----- | ----- | ----- |
| Број домаћинстава | 1.729 | 2.085 | 3.590 | 5.086 | 6.554 | 7.266 | 7.434 |

| Број чланова      | 1     | 2     | 3     | 4     | 5   | 6   | 7  | 8  | 9  | 10 и више | Просек |
| ----------------- | ----- | ----- | ----- | ----- | --- | --- | -- | -- | -- | --------- | ------ |
| Број домаћинстава | 1.493 | 1.716 | 1.584 | 1.650 | 604 | 273 | 64 | 23 | 10 | 17        | 2,94   |

| Пол    | Укупно | Неожењен/Неудата | Ожењен/Удата | Удовац/Удовица | Разведен/Разведена | Непознато |
| ------ | ------ | ---------------- | ------------ | -------------- | ------------------ | --------- |
| Мушки  | 8.609  | 2.671            | 5.217        | 334            | 338                | 49        |
| Женски | 10.046 | 2.262            | 5.328        | 1.666          | 751                | 39        |
| УКУПНО | 18.655 | 4.933            | 10.545       | 2.000          | 1.089              | 88        |

| Пол    | Укупно                    | Пољопривреда, лов и шумарство | Рибарство                            | Вађење руде и камена | Прерађивачка индустрија       |
| ------ | ------------------------- | ----------------------------- | ------------------------------------ | -------------------- | ----------------------------- |
| Мушки  | 3.933                     | 71                            | 0                                    | 16                   | 1.641                         |
| Женски | 3.405                     | 35                            | 1                                    | 7                    | 1.183                         |
| Укупно | 7.338                     | 106                           | 1                                    | 23                   | 2.824                         |
|        |                           |                               |                                      |                      |                               |
| Пол    | Производња и снабдевање   | Грађевинарство                | Трговина                             | Хотели и ресторани   | Саобраћај, складиштење и везе |
| Мушки  | 175                       | 141                           | 449                                  | 99                   | 344                           |
| Женски | 42                        | 20                            | 467                                  | 117                  | 104                           |
| Укупно | 217                       | 161                           | 916                                  | 216                  | 448                           |
|        |                           |                               |                                      |                      |                               |
| Пол    | Финансијско посредовање   | Некретнине                    | Државна управа и одбрана             | Образовање           | Здравствени и социјални рад   |
| Мушки  | 28                        | 164                           | 304                                  | 144                  | 206                           |
| Женски | 49                        | 136                           | 172                                  | 294                  | 689                           |
| Укупно | 77                        | 300                           | 476                                  | 438                  | 895                           |
|        |                           |                               |                                      |                      |                               |
| Пол    | Остале услужне активности | Приватна домаћинства          | Екстериторијалне организације и тела | Непознато            | Непознато                     |
| Мушки  | 108                       | 0                             | 0                                    | 43                   | 43                            |
| Женски | 69                        | 4                             | 0                                    | 16                   | 16                            |
| Укупно | 177                       | 4                             | 0                                    | 59                   | 59                            |

## Галерија
- Храм Успења Пресвете Богородице у Младеновцу
- Меморијални парк др Елзе Инглис и шкотских жена
- Младеновачки трг
- Западни улаз у Младеновац, тзв. Самачки хотел

## Познате личности
- Милован Јанковић, министар финансија Србије
- Чедомир Дуњић, артиљеријски официр
- Милорад М. Петровић, песник
- Даница Обренић, певачица староградске музике
- Бранислав Цига Миленковић, глумац
- Љубомир Ивановић Геџа, рвач, освајач девет олимпијских медаља као тренер
- Александар Стојковић, глумац
- Љубиша Ђорђевић, фудбалер
- Велимир Бата Живојиновић, глумац
- Предраг Бајчетић, режисер
- Александар Сања Илић, композитор и оснивач групе Балканика
- Ирена Спасић, водитељка
- Горан Јевтић, глумац
- Милан Радоњић, ТВ личност
- Лука Максимовић, медијска личност и оснивач сатиричне политичке странке
- Алекса Терзић, фудбалер
- Огњен Добрић, српски кошаркаш, освајач бронзане олимпијске медаље и светски вицешапмион